# I cormorani
I cormorani è un film del 2016 diretto da Fabio Bobbio.

## Trama
Nell'estate dei loro dodici anni Matteo e Samuele, affrontano il passaggio dall'infanzia all'adolescenza, cercando un nuovo rapporto con la vita e con il mondo che li circonda.

## Riconoscimenti
- 2016 - Italian Documentary Academy Awards
  - Miglior produzione